# Henk Badings

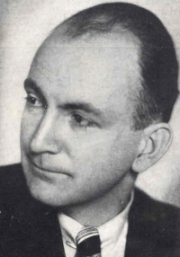
Henk Badings

Henk (Hendrik) Herman Badings (* 17. Januar 1907 in Bandoeng, Niederländisch-Indien; † 26. Juni 1987 in Maarheeze, Provinz Noord-Brabant, Niederlande) war ein niederländischer Komponist.

## Wirken
Badings wurde auf der Insel Java im heutigen Indonesien geboren. Er gehörte zu den führenden Komponisten des 20. Jahrhunderts in den Niederlanden. 1930 studierte er zunächst an der Technischen Hochschule in Delft und diplomierte zum Bergbau-Ingenieur mit Summa cum laude. Deshalb arbeitete er als Assistent in der Fakultät für historische Geologie und Paläontologie. In seiner Freizeit beschäftigte er sich immer mehr mit Musik und bildete sich autodidaktisch weiter. So entstand ein Kontakt zu Willem Pijper, dem damaligen Dirigenten des Concertgebouw-Orchesters.
1934 wurde er als Kompositionslehrer an das Rotterdams Conservatorium berufen, ging im folgenden Jahr an das Konservatorium von Amsterdam. Nach der deutschen Besetzung der Niederlande wurde er 1941 von den niederländischen Kollaborateuren als Nachfolger des Juden Sem Dresden zum Leiter des Königlichen Konservatoriums in Den Haag ernannt. Zudem wurde er Mitglied des von der Besatzung eingesetzten Niederländischen Kulturrats. Nach dem Zweiten Weltkrieg wurde er 1945 als Leiter des Konservatoriums entlassen und mit einem zehnjährigen Berufsverbot belegt, das bereits Ende 1947 aufgehoben wurde. Badings Schaffen war fortan geprägt vom intensiven Studium der elektronischen Musik. Dies führte zu einer beachtlichen Anzahl von Kompositionen auf diesem Gebiet. Er war Leiter eines naturwissenschaftlichen Laboratoriums von Philips und erhielt dort radiophonische und elektronische Werkaufträge. 1961 berief ihn die Universität Utrecht zum Lektor für Akustik und Elektronische Musik.
1962 wurde er zum Professor für Komposition an der Staatlichen Hochschule für Musik Stuttgart ernannt. Ferner war er Gast-Professor an der Universität von Adelaide Australien und Pittsburgh USA.
Henk Badings Œuvre umfasst rund 1000 Werke, wobei er nahezu alle Bereiche kompositorischen Schaffens abdeckt.
Anfänglich waren seine Kompositionen im Stil und in der Technik von der französischen Musik der 1920er Jahre beeinflusst, um deren Etablierung sich Willem Pijper verdient machte. Später sind Einflüsse der deutschen Spätromantiker (Richard Strauss) spürbar. Ab 1950 integrierte Badings Elektronische Musik in zahlreiche Kompositionen und experimentierte mit einem 31-Tonsystem (Kontraste für Chor sowie das Streich-Quartett Nr. 4). Durch alle Stilentwicklungen hindurch blieb er den Idealen von Willem Pijper und Paul Hindemith treu.
Er erhielt zahlreiche Kompositionspreise und Auszeichnungen. Seit 1972 lebte er bescheiden und zurückgezogen nahe der Stadt Maarheeze in der niederländischen Provinz Noord-Brabant.

## Werke

### Instrumentalmusik

#### Werke für Orchester

##### Symphonien
- 1930 Symphonie Nr. 1
- 1932 Symphonie für 16 Solo-Instrumente
- 1932 Symphonie Nr. 2
- 1934 Symphonie Nr. 3
- 1942 Symphonische Ouverture
- 1943 Symphonie Nr. 4
- 1949 Symphonie Nr. 5
- 1953 Symphonie Nr. 6 Psalmensinfonie für 4-8 stimmigen gemischten Chor und ein kleines Symphonieorchester
- 1953 Symphonisches Scherzo
- 1954 Symphonie Nr. 7 Louisville
- 1956 Symphonie Nr. 8
- 1960 Symphonische Variationen über ein südafrikanisches Thema
- 1960 Symphonie Nr. 9 für Streicher
- 1961 Symphonie Nr. 10
- 1964 Symphonie Nr. 11 Giocosa
- 1964 Symphonie Nr. 12 Symphonische Klangfiguren
- 1966 Symphonie Nr. 13 für Bläser (s. dort)
- 1968 Symphonie Nr. 14 Symfonische triptiek
- 1983 Symphonie Nr. 15 Conflicts and Confluences für Blasorchester (s. dort)

##### Andere Werke
- 1930 Konzert für Violoncello und Orchester Nr. 1
- 1937 Symphonische Variationen. UA 29. Mai 1937, Internationales Musikfest Dresden: Sächsische Staatskapelle Dresden, Dir: Karl Böhm
- 1937 Vorspiel zu einem Trauerspiel
- 1937 Toneelmuziek bij Vondel's Gijsbreght van Aemstel
- 1948 Apocalyps Oratorium nach Texten aus der Johannes-Offenbarung für Sprecher, Sopran, Alt, Tenor, Bass, gemischten Chor (SATB) und Orchester
- 1950 Ballade für Orchester – sinfonische Variationen über Es waren zwei Königskinder
- 1953 Ballade über die Hochwasserkatastrophe Deklamatorium mit Pianobegleitung nach Texten von J.W.F. Werumeus Buning
- 1955 Atlantische Tänze für Piano und kleines Orchester
- 1956 Balletto serioso (l'apparecchio minacciante)
- 1958 Variationen über ein Eulenspiegelthema von 11 niederländischen Komponisten
- 1959 Capriccio für Violine mit Begleitung von zwei elektromagnetische Klangspuren, zusammengestellt mit 12 Sinusgeneratoren
- 1961 Te Deum für Männerchor und Orchester
- 1965 Ave maris stella für Frauenchor und Orchester
- 1973 Toccata für Marimbaphone
- 1976 Twentse Suite auf folkloristische Motive für 4 Akkordeongruppen, 4 Soli (Blechbläser, Holzbläser oder Akkordeon)
- 1980 Azioni musicali per dodici strumenti
- 1981 Tripelkonzert Nr. III für Flöte, Oboe, Klarinette und Orchester

#### Werke für Orgel
- 1929 Toccata
- 1938 Canzona für Oboe und Orgel
- 1954 Suite von kleinen Klangstücken
- 1967 Canzona für Horn in F und Orgel
- 1967 Quempas (quem pastores adorabant) für Viola und Orgel
- 1967 Dialogues for flute and organ
- 1971 Canzona für C-Trompete und Orgel
- 1975 Morning has broken Introduction, Choral and Finale on the Gaelic melody
- 1977 Apparizioni

#### Werke für Piano
- 1938 Thema con varizioni
- 1939 Balletto grottesco per due pianoforti (für 2 Klaviere zu 4 Händen)
- 1955 Balletto serioso per due pianoforti l'apparecchio minacciante
- 1967 Adagio cantabile für Piano
- 1967 Arcadia VI, VII und VIII
- 1975 Balletto notturno per due pianoforti

#### Kammermusik
- 1936 Capriccio für Flöte und Piano
- 1941 Chansonnettes – 6 Lieder für hohe Stimme und Klavier
- 1944 Ariettes für Gesang und Piano
- 1946 Air triste für Flöte und Piano
- 1946 Aria trista e rondo giocoso für Flöte, Klarinette, Harfe, Piano und Streichquintett
- 1947 Trio V für Flöte, Violine und Viola (Donemus)
- 1950 Ballade für Flöte und Harfe
- 1952 Cavatina for Solo Melody Instrument und Piano
- 1952 Cavatina für Alt-Saxophon und Piano
- 1952 Cavatina für Altflöte (Violine) und Harfe
- 1963 Burying friends for a medium voice and piano
- 1967 Sonate Nr. 3 für zwei Violinen

#### Werke für Blasorchester
- 1951 Konzert für (Alt-)Saxophon und symphonisches Blasorchester
- 1954 Kantate Nr. 3 für gemischten Chor, Frauenchor, Männerchor, Kinderchor, Gemeindegesang, Turmglockenspiel, Orgel und symphonisches Blasorchester
- 1956 Laus Pacis (Kantate Nr. 7) für Sopran, Männerchor, Piano (Celesta) und Bläser
- 1960 Partita Bucolica für symphonisches Blasorchester (Intrada – Scherzo – Ballade – Finale)
- 1963 2. Konzert für Flöte und symphonisches Blasorchester (Allegro – Adagio – Vivace)
- 1964 Doppelkonzert für Fagott und Kontra-Fagott und symphonisches Blasorchester
- 1965 Pittsburgh Concerto
- 1966 Symphonie Nr. XIII (Lento – Allegro moderato – Lento – Allegro)
- 1967 Konzert für Harfe und symphonisches Blasorchester
- 1968 Armageddon für Sopran, präpariertes Tonband, Piano, Celesta und symphonisches Blasorchester (Tonbandfragment – Moderato – Tonbandfragment – Lento – Tempo misto/Tonbandfragment – Chorale – Tempo misto/Tonbandfragment)
- 1969 Turmmusik für zwei Blechbläsergruppen mit Pauken
- 1969 Ragtime für zwei Blechbläsergruppen und Percussion
- 1970 Tripelkonzert Nr. 2 für drei Hörner Tonband, Celesta und symphonisches Blasorchester
- 1970 Greensleeves für symphonisches Blasorchester
- 1970 Old Dutch Christmas Carol für Blechbläser, Tonband, Harfe, Celesta und Percussion
- 1972 Transitions für symphonisches Blasorchester (Allegro – Lento – Allegro – Finale)
- 1973 Kantate Nr. 8 (song of myself) für Sprecher, gemischten Chor, Orgel, Tonband und symphonisches Blasorchester
- 1974 Trompetenstimmung Madrigal für Männerchor und symphonisches Blasorchester nach einem Text von Pierre Kemp (1886–1967)
- 1975 Konzert für Englischhorn (American Folksong Suite) und symphonisches Blasorchester
- 1976 Lieshout und seine Mühlen (Lieshout en zijn molens) für symphonisches Blasorchester (Ouverture-Lieshout – Scherzo-De molens van Lieshout – Notturno-Ruwieuwsel – Rondo-t'Molenarinneke)
- 1978 Ciacona Concertante für symphonisches Blasorchester
- 1979 Ariosi e Fugati für Fanfare-Orchester (Spezialform eines Blasorchesters) (Andante – Allegro – Largo – Allegro)
- 1979 Golden Age für symphonisches Blasorchester (Haagse Praal (entrata Pomposa) – Gelderse galjaard – Friese mars – Zeeuwse jig en parade finale)
- 1979 Epiphany für symphonisches Blasorchester nach einem Tessiner Dreikönigslied I tre re für Festliche Musiktage in Uster Schweiz
- 1979 Klarinettenkonzert für Solo-Klarinette, Piano und symphonisches Blasorchester
- 1980 Concert-piece for Clarinet (Phantasy and quodlibet on marksmenmarch-motifs) für Solo-Klarinette und Bläser
- 1980 Reflections für symphonisches Blasorchester (Reflections – Interplay – Evolutions)
- 1981 Tripelkonzert Nr. 3 für Flöte, Oboe und Klarinette und symphonisches Blasorchester
- 1981 Royal Fanfare für Blechbläser, Pauken und Percussion
- 1981 Sinfonietta Nr. II für symphonisches Blasorchester (Proemiale – Moto martellato – Canto polimelodico)
- 1982 Ciacona Seria für Brass-Band
- 1983 Images für Fanfare-Orchester (Tempi diversi – Notturno – Giocoso)
- 1983 Conflicts and Confluences (Symphonie Nr. XV) für symphonisches Blasorchester (Comiucière – Adagio molto – Scherzo finale)
- 1984 Quadrupelconcert für Saxophone-Quartett (SATB) und symphonisches Blasorchester
- 1984 Three Apparitions of a Hymn für Sopran, Sopranchor (unisono), Harfe, Orgel, Tonband und symphonisches Blasorchester
- 1984 Sagas für Fanfare-Orchester (Het spoken Driesken – Adagietto „In Memoriam“ – De Vormannen)
- 1984 Figures Sonores für symphonisches Blasorchester.
  - Pflichtkomposition für Blasorchester für das Weltmusikfestival (World Music Contest) in Kerkrade Niederlande (Quasi Moderato – Grave severo e pesante – Presto)
- 1985 Ciacona Seria für Fanfare-Orchester
- 1985 Konzert für Violoncello Nr. 2 und symphonisches Blasorchester
- 1986 Konzert für Cembalo in A (BWV 1055) von Johann Sebastian Bach für Bläser
- 1986 Introduction, Variations and Indonesian National Anthem für symphonisches Blasorchester
- 1986 Konzert für Posaune und symphonisches Blasorchester

### Messen
- 1946 Missa brevis
- 1985 Missa Antiphonica für zwei gemischte Chöre (SATB/SATB)

### Opern
- 1942 Die Nachtwache (De Nachtwacht)
- 1948 Liefde's listen en lagen komische Kammeroper, 3 Akte
- 1959 Salto mortale Fernseh-Kammeroper
- 1960 Martin Korda Dramatische Choroper, 3 Akte

#### Radio-Oper
- 1954 Orestes
- 1958 Asterion

### Filmmusik
- 1957 Der fliegende Holländer (The Flying Dutchman)

### Elektronische Musik
- 1956 Kain Ballett
- 1961 Toccata I und II

## Bücher und Schriften
- 1936 Henk Badings: Die zeitgenössische niederländische Musik
- 1951 Henk Badings: Tonalitätsprobleme in der neuen Musik (Tonaliteitsproblemen in de nieuwe Muziek)
- 1958 Henk Badings: Elektronische Musik
- 1986 Henk Badings: Bemerkungen über einige fundamentale Elemente in der Musik – aus Mensch und Melodie
- 1989 Caspar Becx: Henk Badings – Symfonische blaasmuziek (Music for Wind-Orchestra)

## Diskografie
- Cellosonaten 1 + 2. MDG (Musikproduktion Dabringhaus & Grimm), 2012, Audiomax 903 1771-6. Hybrid-SACD (CD-kompatibel), 2+2+2 Recording
- Symphonien Nr.3,10,14. cpo 2008, 1835380[4]
- Symphonien Nr. 2, 7, 12. cpo 2006, 5663371.[5]
- Symphonie Nr. 2, Cellokonzert Nr. 2. Label 'etcetera', 2004–2006, 1038843.

## Preise, Auszeichnungen und Ehrungen
- 1941 Rembrandt-Preis der Stiftung F.V.S., verliehen durch die Hansische Universität Hamburg
- 1951 Kompositionspreis des französischen Rundfunks für Chorwerke
- 1951 Preis der Stadt Mechelen Belgien für Turmglockenspiel Carillon
- 1953 den Paganini-Preis für Violin-Sonaten
- 1954 den Prix Italia für seine Komposition Salto Mortale
- 1954 den Premio Marzotto in Venedig für sein Doppelkonzert für zwei Piano
- 1967 den Johan-Wagenaar-Preis in Den Haag
- 1972 den Sweelinck-Preis der Niederländischen Regierung für sein gesamtes Œuvre
- 1981 die Medaille der Künste, Wissenschaften und der Philosophie von der Académie Française